# Lydella matutina
Lydella matutina är en tvåvingeart som beskrevs av Richter 2003. Lydella matutina ingår i släktet Lydella och familjen parasitflugor. Inga underarter finns listade i Catalogue of Life.